# Durchlaufprobe
Ein Durchlauf ist ein Probetypus in der Darstellenden Kunst, der zur letzten Probephase vor der Hauptprobe gehört. In der Regel gibt es mehrere Durchläufe, die sich der beabsichtigten Dauer der Darbietung immer genauer annähern. Ein Durchlauf erfordert die Anwesenheit sämtlicher Darsteller und oft mehr technisches Personal als die vorangehenden Proben, die sich einzelnen Szenen oder szenischen Zusammenhängen widmen. 
Beim Durchlauf soll die Darbietung zwar noch mit Unterbrechungen, aber in der geplanten Reihenfolge ihrer Teile (wie Szenen, Bilder oder Musiknummern) ablaufen. Dies ermöglicht es, die Anschlüsse zu optimieren und den Einsatz von Requisiten oder Dekorationswechsel zu proben, die bisher nicht berücksichtigt wurden. Die nachfolgende Analyse des Durchlaufs erlaubt eine Beurteilung der Dramaturgie und der Gesamtlänge der Darbietung. – Somit können sich im Anschluss an einen Durchlauf noch Striche (Streichungen von Text oder Musik) und Umstellungen ergeben.